# Käte van Tricht
Käte van Tricht (* 22. Oktober 1909 in Berlin; † 13. Juli 1996 in Bremen) war eine deutsche Organistin, Pianistin, Cembalistin, Sängerin und Musikpädagogin.

## Biografie
Käte van Tricht war die Tochter eines holländischen Musikers. Sie verbrachte ihre Kindheit in Bremen, wo ihre Mutter Meta sie zum Klavierspielen anhielt und sie mit acht Jahren in den Bremer Domchor unter Eduard Nößler brachte. Von 1916 bis 1927 besuchte sie das Lyzeum von Ida Janson und erhielt im Alter von 19 Jahren ihre erste Organistenstelle an der Alten Waller Kirche in Bremen-Walle. Ihre Ausbildung ab 1927 am Musikseminar in Bremen (wo sie die Fächer Orgel, Klavier und Cembalo belegte) finanzierte sie durch die musikalische Begleitung von Filmen und Ballettaufführungen. 1930 bestand sie die staatliche Privatmusiklehrer-Prüfung am Bremer Konservatorium.
Auf Initiative von Richard Liesche, Leiter des Bremer Domchores, wurde van Tricht 1933 zweite Organistin am Bremer Dom. 1934 nahm sie am Leipziger Konservatorium weiterführende Studien in Kirchenmusik, Klavier (Carl Adolf Martienssen), Orgel (Karl Straube) auf, ergänzt durch private Kontrapunktstudien bei Johann Nepomuk David. Gesangsunterricht erhielt sie bei Fritz Polster. Während dieser Zeit trat sie wiederholt als Gesangssolistin unter der Leitung von Straube in der Leipziger Thomaskirche auf. 1937 beendete sie ihre Studien in Leipzig. Aufgrund einer möglichen jüdischen Abstammung (ihr leiblicher Vater war nicht rein „arisch“) hatte sie in der Zeit des Nationalsozialismus Schwierigkeiten zu überwinden, bei der ihr Wolf Siegert half. Während des Zweiten Weltkrieges spielte und sang sie im Rahmen der Wehrmachtsbetreuung in Frankreich, den Niederlanden, Belgien, Italien und Russland. 1943 übernahm sie zusätzlich Korrepetitor-Aufgaben für Fritz Rieger am Theater Bremen.
1948 heiratete van Tricht den Naturwissenschaftler Wolf Siegert. Aus dieser Ehe gingen zwei Söhne hervor. Ergänzend zu ihrer Tätigkeit als Domorganistin in Bremen begann van Tricht in den 1950er Jahren eine erfolgreiche Karriere als internationale Konzertorganistin und spielte zahlreiche Tonträger im Bremer Dom und an anderen Orgeln in Deutschland ein. Käte van Tricht war auch als Lied- und Chanson-Sängerin tätig. 1974, nach ihrer Pensionierung, erhielt sie einen Lehrauftrag an der Bremer Universität. Zusätzlich übernahm sie Aufgaben als Organistin und Konzertveranstalterin (unter anderem mit einer mobilen Hammondorgel) an der Bremer Krankenanstalt St. Jürgen.
Zu ihren Klavierschülern zählt der deutsche Organist Martin Welzel.
Ihr Grab befindet sich auf dem Riensberger Friedhof in Bremen.

### Ehrungen
- 1994: Senatsmedaille für Kunst und Wissenschaft der Freien Hansestadt Bremen.
- 1996: Bundesverdienstkreuz 1. Klasse.

## Diskographie
- Das Orgelportrait: Das Silbermann-Positiv in der Krypta des Bremer Doms. Werke von Johann Pachelbel und Franz Xaver Murschhauser. 1 Single. Nienburg/Weser: Psallite, o. J.
- Das Orgelportrait: Die Konrad-Euler-Orgel der Benediktinerinnenabtei Heilig Kreuz, Herstelle an der Weser. Werke von Johann Sebastian Bach, Vincent Lübeck und Georg Böhm. 1 LP. Nienburg/Weser: Psallite, 1967.
- Das Orgelportrait: Die Sauer-Orgel des St. Petri Doms zu Bremen. Werke von Alexandre Guilmant und Louis Vierne. 1 LP. Nienburg/Weser: Psallite, 1968.
- Das Orgelportrait. Die Breil-Orgel in der St. Urbanuskirche in Gelsenkirchen-Buer. Werke von Johann Sebastian Bach, Johann Ludwig Krebs, Jenő Kapi-Králik, Ludwig Lenel, Walter Piston und Leo Sowerby. 1 LP. Nienburg/Weser: Psallite, o. J.
- Abendmusik in St. Severin zu Keitum/Sylt. Orgelwerke von Jean-Baptiste Loeillet, Henry Purcell und Ernst Pepping. 1 LP. Buchholz: Musica Viva, 1979.
- Musik für Cembalo und Orgel. Werke von Georg Friedrich Händel, Nicholas Carleton, Thomas Tomkins, Carl Philipp Emanuel Bach, François Couperin und Bernardo Pasquini. Ausführende: Käte van Tricht und Wolfgang Baumgratz. 1 LP. Köln: EMI-Electrola, 1980.
- Käte van Tricht spielt an vier Orgeln im Bremer Dom. Werke von Johann Kaspar Kerll, Johann Pachelbel, Johann Sebastian Bach, Max Reger, Paul de Maleingreau, Louis Lefébure-Wély, Johann Christian Heinrich Rinck und Charles Ives. 2 LPs. Detmold: Musikproduktion Dabringhaus & Grimm, 1983.
- Johann Sebastian Bach: Orgelwerke, gespielt nach der Ausgabe von Karl Straube (Sauer-Orgel, Dom St. Petri, Bremen). 1 CD. Detmold: Musikproduktion Dabringhaus & Grimm, 1987.
- Werke von Franz Liszt und Max Reger (Sauer-Orgel, Dom St. Petri, Bremen). 1 CD. Detmold: Musikproduktion Dabringhaus & Grimm, 1989.
- Johann Sebastian Bach: Goldberg-Variationen BWV 988 (Van Vulpen-Orgel, Dom St. Petri, Bremen). 1 CD. Detmold: Musikproduktion Dabringhaus & Grimm, 1992.
- Hommage an Käte van Tricht (Orgeln des St. Petri-Doms, Bremen). Werke von Johann Pachelbel, Johann Kaspar Kerll, Johann Sebastian Bach, Max Reger, Paul de Maleingreau, Léon Boëllmann, Louis Lefébure-Wély, Johann Christian Heinrich Rinck, Charles Ives und Franz Liszt. 2 CDs. Detmold: Musikproduktion Dabringhaus & Grimm, 1999.

## Werke
- Ischa Freimaak. Bremer Foxtrott für den kommenden Winter. Bremen: Aschoff, 1928.
- Ein Leben auf der Walze. Lebenserinnerungen. Unveröffentlichtes Manuskript. Bremen, o. J.